# Petalita
La petalita, conocida también como castorita es un mineral del grupo de los silicatos, subgrupo filosilicatos y dentro de ellas pertenece a las estructuras simples con anillos de 6 unidades unidas por cationes de coordinación variable Single nets with 6-membered rings, connected by M[4], M[8], etc.. Es un silicato de aluminio y litio.
Su apariencia varía entre incoloro, gris, amarillo, amarillo-grisáceo y blanco, con cristales listados y masas columnarias. Con minerales asociados comúnmente: espodumena, lepidolita, cuarzo, albita, microclina y turmalina. Es una importante mena de litio. Las variedades incoloras son usadas a menudo como piedras preciosas.
Fue descubierta en 1800 en la isla de Utö, Haninge, Suecia. El nombre deriva del  griego petalon que significa hoja.

## Ambiente de formación
Se encuentra en rocas pegmatíticas de tipo granito que contienen litio.